# Un lungo viaggio
Un lungo viaggio (Such a Long Journey) è un romanzo di Rohinton Mistry del 1991. Il romanzo è stato selezionato tra i finalisti al Booker Prize del 1991.
Nel 1998 il romanzo è stato adattato nel film Such a Long Journey diretto da Sturla Gunnarsson.

## Trama
Il romanzo si svolge a Mumbai nel 1971. Il protagonista del romanzo è Gustad Noble, un diligente impiegato di banca, membro della comunità Parsi e devoto padre di famiglia che lotta per mantenere sua moglie Dilnavaz e i tre figli.
Ma la sua famiglia comincia a cadere a pezzi quanto il figlio maggiore Sohrab rifiuta di frequentare il prestigioso Indian Institute of Technology a cui è stato ammesso e la figlia minore Roshan si ammala.  Altri conflitti all'interno del romanzo riguardano le relazioni di Gustad con gli eccentrici vicini e il rapporto con il suo amico e collaboratore Dinshawji. Tehmul, un disabile mentale apparentemente poco importante, è essenziale nella vita di Gustad in quanto tira fuori il suo lato tenero e rappresenta l'innocenza della vita.
Una lettera che un giorno Gustad riceve da un vecchio amico, il maggiore Bilimoria, lentamente lo coinvolge in un inganno di governo che richiede rischi, segretezza e grandi quantità di denaro. Quindi inizia il lungo viaggio, che getta nuova luce su tutti gli aspetti della vita personale e politica di Gustad. Il romanzo non solo segue la vita di Gustad, ma anche i disordini politici in India sotto la guida di Indira Gandhi. 

## Edizioni
- Rohinton Mistry, Un lungo viaggio, Fazi, 1999,  p. 420, ISBN 88-8112-110-7.